# Peperomia steinbachii
Peperomia steinbachii är en pepparväxtart som beskrevs av Truman George Yuncker. Peperomia steinbachii ingår i släktet peperomior, och familjen pepparväxter. Inga underarter finns listade i Catalogue of Life.